# Marulkartade fiskar
Marulkartade fiskar (Lophiiformes) är en ordning av fiskar som känns igen på det karakteristiska fångstredskapet de har ovanför ögonen. Dessa fiskar har varierade och många gånger egendomliga kroppsformer. Flertalet finns i djupa vatten.  De är utan fjäll och med bröstfenans bas armlikt förlängd. Ett exempel på en marulkfisk är marulken som hör till familjen marulkfiskar.
Det finns många olika sorters marulkfiskar: de som lever nära ytan och de som lever på djupa vatten. Bland dessa är bland annat djuphavsmarulk som är en smal marulkfisk med en självlysande antenn och ett primitivt utseende. En annan är buskig djuphavsmarulk och är en av de mest ovanliga. Namnet är givet på grund av den skäggväxt som den har under hakan som liknar en död buske. Den lever för sig själv och har en annorlunda antenn som bildar ett relativt rakt ljussken.
Det finns 16-18 familjer i ordningen marulkartade fiskar och 64 släkten; totalt 265 arter.

## Systematik
FishBase, Nelson, och Pietsch listar 18 familjer, men ITIS listar bara 16. Nedanstående taxa har arrangerats för att visa deras evolutionära släktskap.
- Underordning Lophioidei
  - Lophiidae (marulkfiskar)
- Underordning Antennarioidei
  - Antennariidae (sargassoulkar)
  - Tetrabrachiidae[5]
  - Brachionichthyidae
  - Lophichthyidae[5]
- Underordning Chaunacoidei
  - Chaunacidae
- Underordning Ogcocephaloidei
  - Ogcocephalidae (fladdermusfiskar)
- Underordning Ceratioidei (djuphavsmarulkar)
  - Centrophrynidae
  - Ceratiidae
  - Himantolophidae
  - Diceratiidae
  - Melanocetidae
  - Thaumatichthyidae
  - Oneirodidae
  - Caulophrynidae
  - Neoceratiidae
  - Gigantactinidae
  - Linophrynidae